# 辻希美
辻希美（日语：／ Tsuji Nozomi，1987年6月17日—），日本女歌手、演员，O型血，出生於東京都。為女子偶像團體早安少女組。的前成員（第4期）。

## 簡歷
- 2000年
  - 3月30日：在東京電視台「ASAYAN」節目內，透過選拔，與石川梨華、吉澤瞳及加護亞依一同被選入成為早安少女組。第四期成員。當時辻12歲。原定只選出3位入選者，而辻在最終回的選拔落選，但製作人淳君認為放棄辻很可惜，因此追加辻成為第4位入選者。其後飯田圭織被分配成為負責指導辻的「教育係」成員。
  - 5月17日：以「早安少女組。」的第9張單曲《快樂夏季婚禮》正式CD出道。
  - 7月：與矢口真里、加護亞依、Mika（椰果少女組。）組成成員身高少於150cm的單位「迷你早安。（日语：ミニモニ。）」。
  - 12月：第51回NHK紅白歌合戰初登場，之後每年皆有登場直至2004年為止。
- 2001年
  - 1月17日：「迷你早安。」的出道單曲發行，Oricon週間最高排名第1位，並獲得日本唱片協會雙白金認證。
- 2003年
  - 10月29日：入選為早安家族女子五人足球隊Gatas Brilhantes H.P.的球員，位置為守門員。早期背號12號，翌年起改為1號。
  - 11月10日：第一本個人寫真集發行。
- 2004年
  - 1月3日：於中野太陽廣場舉辦的演唱會發表將會與加護亞依一起從早安少女組畢業的消息。
  - 3月：與加護亞依組成新組合W。
  - 5月19日：發表「W」的出道單曲《戀愛假期》（恋のバカンス，翻唱The Peanuts（日语：ザ・ピーナッツ）作品）。
  - 8月1日：與加護亞依一起從早安少女組畢業。
- 2006年
  - 2月9日：因加護亞依違規未成年吸煙遭八卦雜誌披露，組合「W」暫停演藝活動。
- 2007年
  - 3月26日：因加護亞依獲證實再度違規吸煙而被事務所解除合約，組合「W」解散，辻轉為個人活動。
  - 4月24日：與時東亞美（日语：時東ぁみ）和曾根菜津子（藝名「辣妹曾根」（ギャル曽根））組成新組合Gyaruru（日语：ギャルル），藝名「Tsujiji」（つじじ）。不久因懷孕而宣佈退出，其後由安倍麻美（日语：安倍麻美）（安倍夏美之妹，亦為偶像藝人）補上其位置。
  - 5月8日：召開記者會宣佈會跟演員杉浦太陽結婚，當時懷有2個月身孕。
  - 6月21日：正式與演員杉浦太陽登記結婚。
  - 11月26日：長女希空出生。
- 2009年
  - 1月30日：開設Ameba Blog。
  - 1月31日：正式復出。
- 2010年
  - 12月26日：長子青空出生。
- 2013年
  - 3月21日：次子昊空出生。
- 2017年
  - 7月21日：開設Instagram。
- 2018年
  - 12月8日：三子幸空出生。
- 2019年
  - 5月17日：開設個人YouTube頻道，至2020年12月為止，累計訂閱人數達71萬。
- 2025年
  - 8月8日：次女夢空出生。

## 音樂作品
僅列出個人作品，組合作品請參閱相關組合條目。

### 單曲
- 就在這裡!（ここにいるぜぇ!）（2007年5月16日、zetima） - 動畫『羅比與克羅比（日语：ロビーとケロビー）』主題曲，為早安少女組。第16張單曲「就在這裡!」（2002年10月30日）的個人翻唱。

### 翻唱專輯
- 大家開心媽媽的歌（みんなハッピーママのうた）（2010年11月24日）[1]

### 影像作品
- （2006年11月22日、Up Front Works）

## 出演
僅列出個人作品，組合作品請參閱相關組合條目。

### 電台
- 安倍夏美的Super Morning Rider（安倍なつみのスーパーモーニングライダー）（2000年、TOKYO FM・JFN）
- 迷你早安。的大家HAPPY!（ミニモニ。のみんなHAPPY!）（2001年 - 2003年、日本放送・NRN）
- （2006年4月24日 - 27日・5月1日 - 4日・10月30日 - 11月3日・11月6日 - 11月10日、東北放送）嘉賓出演
- （2006年5月4日、CBC電台）ゲスト出演
- （2006年6月30日、ABC電台）

### 電視

#### 一般節目
- Hello! Morning（2000年 - 2007年、東京電視台）
- （東京電視台）不定期出演
- （2002年7月5日 - 2004年3月26日、日本電視台）
- 第5回 - 第8回「1974年」（2004年2月7日 - 28日、NHK教育電視台）主演
- （2005年7月6日、東京電視台）
- （2009年4月11日 - 2010年3月20日、TBS電視台）
- （2009年4月21日 - 2011年3月22日、日本電視台）不定期出演
- （2009年6月10日 - 2010年12月、富士電視台）不定期出演
- （2016年2月8日 - 、富士電視台）不定期出演

#### 特別節目
- （2006年、有綫電視）旁白
- （2006年2月3日、7月20日、富士電視台）
- （2006年3月4日、富士電視台）
- HELLO! PROJECT SPORTS FESTIVAL 2006（2006年5月5日、富士電視台721（日语：フジテレビTWO）） - Hello!Project
- HELLO! PROJECT SPORTS FESTIVAL 2006 in SAITAMA SUPER ARENA 〜HELLO! DIVA ATHLETE〜（2006年5月5日、富士電視台721）
- （2006年9月30日、NHK-BS2）

#### 女子五人足球節目
- （2006年、富士電視台）
- KICK IN! GAROTAS （2006年2月19日、3月19日、8月5日、BS富士）
- SPHERE LEAGUE （2006年2月23日、富士電視台739）
- SPHERE LEAGUE （2006年2月28日、富士電視台739）
- SPHERE LEAGUE （2006年3月、富士電視台739）
- SPHERE LEAGUE （2006年4月30日、富士電視台739） - Gatas Brilhantes H.P.
- SPHERE LEAGUE （2006年5月13日、富士電視台739） - Gatas Brilhantes H.P.
- KICK IN! GAROTAS （2006年5月27日、6月24日、BS富士）
- （2006年7月23日、富士電視台739） - Gatas Brilhantes H.P.

### 電影
- 特命戰隊Go Busters THE MOVIE 保護東京Enetower!（2012年8月4日公開、東映） 聲演 エネたん[2]

### 電視動畫
- 羅比與克羅比（日语：ロビーとケロビー）（2007年4月22日 - 6月24日、大阪電視台） 聲演 アテナ，並演唱主題曲
- 閃電十一人（2010年3月10日、9月22日、東京電視台） 聲演 梨本乃乃美

### 劇場版動畫
- 超劇場版 Keroro軍曹 2 深海的公主（2007年3月17日） 聲演 Maru

### 網路配信
- Curious nono（2006年9月、フレッツスクウェア「ハロー!プロジェクト プラチナBB」）
- （2006年、GyaO（日语：GYAO!）） 飾演 のぞみ
- （2009年6月）
- （2009年12月、NTT DOCOMO携帯電話放送「BeeTV」）
- （2010年2月25日）

### 廣告
另參見W。
- モスド（2009年）
- ゼスプリ グリーンキウイ（歌・ぼくたち、ゼスプリキウイだね。） - キウイフルーツのオリジナルキャラクター「ゼスプリオ」の声優として歌唱出演
- 日產・Roox（歌・それゆけマックス兄妹）
- クラシエホームプロダクツ 「ナイーブ」
- LEC「水99.9%おしりふき」（2011年）
- ゼリア新薬工業「新ウィズワン」（2012年） - 與矢口真里共同出演

### 現場
- Hello! Project COUNTDOWN PARTY 2013 〜GOOD BYE & HELLO!〜（2013年12月31日、中野太陽廣場）[3]
- （2017年11月21日、日本武道館）[4] - 與高橋愛・道重沙由美・田中れいな共同作為神秘嘉賓出演
- （2019年3月30日、幕張展覽館 國際展示場 1ホール）[5][6] - 與加護亞依（以「W（ダブルユー）」名義）共同出演

## 書籍

### 寫真集
- （2002年5月22日、Wani Books（日语：ワニブックス）） ISBN 978-4-8470-2710-9
- （2003年11月10日、Wani Books） ISBN 978-4-8470-2782-6
- （2006年11月18日、竹書房） ISBN 978-4-8124-2953-2

### 雜誌
- （2009年3月2日 - 、主婦與生活社）
- （2020年9月号、Benesse Corporation（日语：ベネッセコーポレーション）） - インタビュー[7]

### 著書
- U+U=W（ユー プラス ユー イコール ダブルユー）（2004年12月4日、竹書房） ISBN 978-4-8124-1947-2
- （2009年10月10日、Wani Books） ISBN 978-4-8470-1878-7
- （2009年11月6日、アスコム） ISBN 978-4-7762-0567-8
- （2009年11月20日、主婦與生活社） ISBN 978-4-391-13847-4
- （2010年6月17日、青志社）ISBN 978-4-903853-81-9
- （2010年9月17日、アスコム） ISBN 978-4-7762-0631-6
- （2011年6月17日、講談社） ISBN 978-4-06-314679-0

## 所屬團體
- 早安少女組。（2000年 - 2004年）
- 洗牌團體（日语：シャッフルユニット）
  - 青色7（2000年 市井紗耶香畢業後）
  - 10人祭（2001年）
  - （2002年）
  - 11WATER（2003年）
  - H.P. All Stars（日语：H.P.オールスターズ）（2004年）
- 迷你早安。（日语：ミニモニ。）（2001年 - 2004年）
- Pocky Girls（2002年、江崎固力果Pocky廣告角色）
- 早安少女組。乙女組（2003年 - 2004年）
- Gatas Brilhantes H.P.（2003年 - 2006年）
- W (Double U)（2004年 - 2007年，2019年）
- Gyaruru（日语：ギャルル）（2007年）

## 健力士世界紀錄
- 2003年1月1日轉動12.5米巨大呼拉圈30秒
- 2004年1月1日先後與加護亞依轉動12.8米，但原來美國的Paul "Dizzy Hips" Blair早於2003年6月創下13.2米的紀錄
- 最新世界紀錄是2005年9月Ashrita Furman轉動15.3米